# Estación de Saint-Mammès
La estación de Saint-Mammès es una estación ferroviaria francesa de la línea París - Marsella, situada en la comuna de Saint-Mammès, en el departamento de Seine-et-Marne, al sudeste de la capital. Por ella transitan tanto trenes regionales como los cercanías de la línea R del Transilien.

## Descripción
Es una pequeña estación formada por dos vías y dos andenes laterales. El cambio de vías se hace gracias a un paso subterráneo. El edificio para viajeros ha sido cerrado con lo que la estación no dispone de atención comercial y los viajeros deben usar las máquinas expendedoras de billetes existentes en cada andén. 

## Servicios ferroviarios

### Regionales
Los TER Borgoña enlazan las siguientes ciudades:
- Línea París - Laroche-Migennes.

### Cercanías
Los trenes de Línea R del Transilien circulan por la estación. 